# 张涛 (1942年)
张涛（1942年9月—），男，汉族，山东莱阳人，中华人民共和国政治人物，曾任河南省人民政府副省长，河南省政协副主席。